# Martelia
Martelia là một chi ốc nước ngọt nhiệt đới với một nắp, là động vật chân bụng sống dưới nước động vật thân mềm trong family Thiaridae.

## Các loài
Species within genus Martelia gồm có:
- Martelia tanganyicensis